# Eleazar ben Azariah
El rabí Eleazar ben Azariah va ser un erudit jueu molt respectat, que va viure al voltant de l'any 100 després de Crist, i va pertànyer a la segona generació dels savis Tanaim. Eleazar era d'ascendència sacerdotal (segons alguns, el seu llinatge es remunta a Esdres) era d'una llar noble i rica, i era un home de gran coneixement. De jove, quan tenia només 18 anys, va esdevenir el líder del moviment rabínic de la ciutat de Yavne, en lloc del Rabí Gamaliel II (després de la reconciliació amb Gamaliel II, tots dos van dirigir una acadèmia rabínica junts). Eleazar tenia un coneixement especial en el camp de la Aggadà. Les seves halachot es caracteritzaven per la seva amabilitat i comprensió, i era particularment conegut per la seva oposició a la pena capital. Eleazar va declarar que si un tribunal de justícia imposava la pena de mort una vegada cada 70 anys, era un tribunal sanguinari. (Tractat Makot 1:10). Diverses persones van parlar sobre el Rabí Eleazar, i totes elles van mostrar la gran estima que els seus companys sentien per ell, fins i tot després de la seva defunció, es diu que:
"Des de la mort del Rabí Eleazar, la corona de la seva saviesa ha desaparegut" (Talmud de Babilònia. Tractat Sotá 49 b).